# Terdana
Terdana is een bestuurslaag in het regentschap Tanggamus van de provincie Lampung, Indonesië. Terdana telt 664 inwoners (volkstelling 2010).